# Sóc (khu dân cư)
Sóc (tiếng Khmer: ស្រុក) là một đơn vị hành chính cư trú gồm một số Phum, thuộc người dân tộc Khmer, Nam Bộ. Đứng đầu Sóc là me Sóc (mẹ Sóc). Sóc của người Khmer tương đương với làng của người Việt.
Người dân gọi mình là con Sóc trong lãnh địa đó. Tính cộng đồng của Sóc có các đặc điểm hình thức cư trú, văn hóa và tôn giáo. Ranh giới được phân biệt giữa các S thường là lũy tre hay một con đường mòn. Mỗi Sóc đều có chùa riêng, Sóc lớn thường có tới 2 - 3 chùa.
Chùa là trung tâm tôn giáo, tín ngưỡng giáo dục và sinh hoạt văn hóa truyền thống của cư dân.